# Етбин Хенрик Коста
Етбин Хенрик Коста (словен. Etbin Henrik Costa; Ново Место, 18. октобар 1832 — Љубљана, 28. јануар 1875) био је словеначки национални конзервативни политичар и аутор. Заједно са Јанез Блајвајсом и Ловро Томаном, био један од лидера старо словеначке политичке партије.

## Биографија
Рођен је 18. октобра 1832. у Новом Месту, у Словенији, у богатој бирократској породици италијанског порекла. Његов отац Хенрик Коста био је историчар. Етбин Хенрик Коста дипломирао је филозофију на Универзитету у Бечу и право на Универзитету у Грацу.
Године 1855. преселио се у Љубљану, где је отворио правну праксу. Придружио се словеначком националном покрету и постао један од вођа конзервативног тока. Изабран је у аустријско царско веће. Између 1864. и 1869. био је први словеначки националистички градоначелник Љубљане, када је изабран у јуну 1864. године на градској већници Љубљане вијорила се словеначка национална застава. Његово градоначелништво било је крајње неуспешно и допринело је аустријској централистичкој победи на изборима 1869. После касних 1860-их, Коста је постао један од најнепопуларнијих словеначких националних политичара и главна мета критика националних либералних Младих Словенаца.
Био је активан у многим словеначким културним, политичким и спортским удружењима. Између осталог, био је председник научног удружења Slovenska matica и словеначке секције покрета Sokol.
Преминуо је у Љубљани 28. јануара 1875.